# Van Ewijcksluis
Van Ewijcksluis   est un village de la province de Hollande-Septentrionale aux Pays-Bas. Il fait partie de la commune de Hollands Kroon.
La population de Van Ewijcksluis (district statistique) est d'environ 240 habitants (2001). Le district statistique incluant le village et la campagne environnante comprend 220 habitants.